# アメリカ大陸横断クイズ!!
『アメリカ大陸横断クイズ!!』（アメリカたいりくおうだんクイズ）は、1978年9月12日にフジテレビ系列の『火曜ワイドスペシャル』で放送された特別番組（視聴者参加型クイズ番組）である。

## 概要
ピンク・レディーが日本を飛び出し、アメリカ大陸はロサンゼルスを皮切りに、マイアミ・ディズニー・ワールド、そしてサンフランシスコからハワイへと大陸横断の旅をし、各地を回ったピンク・レディーがその地にちなんでの問題をVTRで現地から紹介する。解答者の100組の親子が○×方式で解答、上位10名が決まったところで決勝ラウンドとなり、三者択一方式でハワイ旅行を目指して熱戦を繰り広げる。
前年から日本テレビ系列で始まった『アメリカ横断ウルトラクイズ』と同じく、「アメリカ関連問題に挑戦する、多人数参加の生き残りクイズ」で、タイトルが『ウルトラクイズ』と酷似しており、司会も同じく高島忠夫が務めているが、実際にアメリカに行ったのはピンク・レディーで、解答者はスタジオ内での挑戦となる。また『ウルトラクイズ』は個人参加だが、当番組は3名で構成された一般家族が参加する。

## 出演者

### 司会
- 高島忠夫

### レポーター
- ピンク・レディー

### VTR出演
- ニューヤンキース
- フランク・タナナ - 当時カリフォルニア・エンゼルス（現：ロサンゼルス・エンゼルス）投手。
- アグネス・ラム

## ピンク・レディーが訪れた場所
- ロサンゼルス
  - グリフィス天文台 - ピンク・レディーはここで『モンスター』を披露。
  - アナハイム・スタジアム（現：エンゼル・スタジアム・オブ・アナハイム） - 遠征中のニューヤンキース[2]、そして当時エンゼルスのタナナ投手に出会う。野球スタジアムに因み『サウスポー』を披露。
- マイアミ
- ディズニー・ワールド
- サンフランシスコ
- ハワイ - ここでアグネス・ラムと出会う。『渚のシンドバッド』を披露。

## スタッフ
- 構成：塚田茂、玉井冽、スタッフ東京
- 音楽：甲斐正人、KTS企画
- 演奏：小野満とスウィングビーバーズ、新音楽協会
- 協力：ウォルト・ディズニー・エンタープライズ、NASA

## その他
- オープニングテーマはピンク・レディーの曲と、アメリカをイメージする曲のメドレーで構成。曲は次の通り。
  - 渚のシンドバッド→？→サウスポー→UFO→ロッキーのテーマ→モンスター